# Pita (football)
Pour les articles homonymes, voir Pita.
Edivaldo Oliveira Chaves, dit Pita, est un footballeur brésilien né le 4 août 1958 à Nilópolis au Brésil.
Il commence sa carrière au club du Santos FC en 1977 puis est recruté par le São Paulo FC en 1984, avec lequel il remporte le Championnat du Brésil de football 1986. Pita devient international brésilien et dispute en tout sept matchs avec en équipe du Brésil de football. Il joue au RC Strasbourg en 1988-1989, avant de rejoindre le Guarani FC au Brésil et les Japonais de Nagoya en 1993.